# Cimetière de Forest Hills
Ne doit pas être confondu avec Cimetière de Forest Hill.
Le cimetière de Forest Hills (en anglais : Forest Hills Cemetery) est un cimetière situé à Forest Hills, dans le quartier de Jamaica Plain, à Boston.
Il est inscrit au Registre national des lieux historiques.

## Personnalités inhumées à Forest Hills
- Alice Stone Blackwell (1857-1950), suffragette américaine,
- Anne Sexton (1928-1974), poétesse
- Joseph Warren (1741-1775), homme politique, médecin et militaire